# Flying-Tiger-Line-Flug 923
Beim Flying-Tiger-Line-Flug 923 am 23. September 1962 musste die viermotorige Lockheed Super Constellation 1049H-82 (Luftfahrzeugkennzeichen N6923C) der amerikanischen Flying Tiger Line (Flug FT923) in stürmischer See 560 Meilen vor der irischen Küste notwassern. Von den 76 Menschen an Bord überlebten 48 den Unfall.

## Verlauf
Der internationale, außerplanmäßige Passagierflug von der McGuire Air Force Base in New Jersey nach Frankfurt transportierte hauptsächlich amerikanische Armeeangehörige im Auftrag der US Air Force.
Ungefähr drei Stunden nach dem Abflug in Gander, wo bei einem Zwischenstopp die Crew getauscht und das Flugzeug aufgetankt wurde, warnten die Instrumente im Cockpit vor einem Feuer am Motor Nummer 3. Gleichzeitig berichtete eine der Stewardessen dem Kapitän von einem Feuer an diesem Motor, das sie von der Passagierkabine aus beobachtet hatte. Motor Nummer 3, der innere an der rechten Tragfläche, wurde daraufhin abgeschaltet. Wenige Minuten später erhöhte sich unkontrolliert die Drehzahl des Motors Nummer 1, am linken Flügel außen, von 2600 auf 3300 min−1. Auch dieser Motor wurde abgeschaltet und dem Flugingenieur gelang es nicht, ihn wieder in Betrieb zu nehmen.
Der Kapitän änderte daher den Kurs in Richtung der irischen Küste nach Shannon und wies die Stewardessen an, den Passagieren die Verfahren für eine eventuelle Notwasserung zu erklären. Zu diesem Zeitpunkt gingen sowohl Crew als auch Passagiere davon aus, dass sich die Küste, trotz des schlechten Wetters, mit den beiden verbliebenen Motoren ohne Probleme erreichen lassen würde.
Etwa eine Stunde später kam es allerdings auch im Motor Nummer 2 zu technischen Schwierigkeiten und das Flugzeug musste notwassern. Dabei riss die linke Tragfläche der Maschine ab und das Flugzeug versank binnen weniger Minuten im Atlantik.
In dem unter 10 °C kalten Wasser erreichten 51 Menschen nur eine der vier Rettungsinseln, die zur Ausstattung des Flugzeugs gehörten. Die übrigen Inseln wurden wegen des extremen Seegangs und der Dunkelheit von den Überlebenden nicht gefunden.

## Bergung
Nach sechs Stunden entdeckte die Mannschaft des Schweizer Hochseefrachters MS Celerina die Rettungsinsel, die eigentlich nur für insgesamt 25 Personen ausgelegt war. Der Frachter war auf dem Weg von Kanada nach Antwerpen und wurde bereits wenige Minuten nach der Notwasserung aufgefordert, die Unfallstelle anzufahren. Amerikanische und britische Militärflugzeuge unterstützten die Suche.
Die Bergung der Verunglückten dauerte aufgrund des hohen Wellengangs rund eine Stunde. Von den 51 Menschen in der Rettungsinsel überlebten 48. Zwei Personen verstarben noch in der Insel, eine weitere kurz nach der Rettung auf dem Frachter.
Insgesamt verloren 28 Menschen (23 Passagiere und fünf Crewmitglieder) bei dem Unfall ihr Leben, 18 von ihnen blieben verschollen.
Die meisten der 68 Passagiere waren amerikanische Fallschirmjäger auf dem Weg zu ihrer Einheit nach Deutschland, aber es waren auch einige Frauen und eine Mutter mit zwei Kindern an Bord.

## Untersuchungen

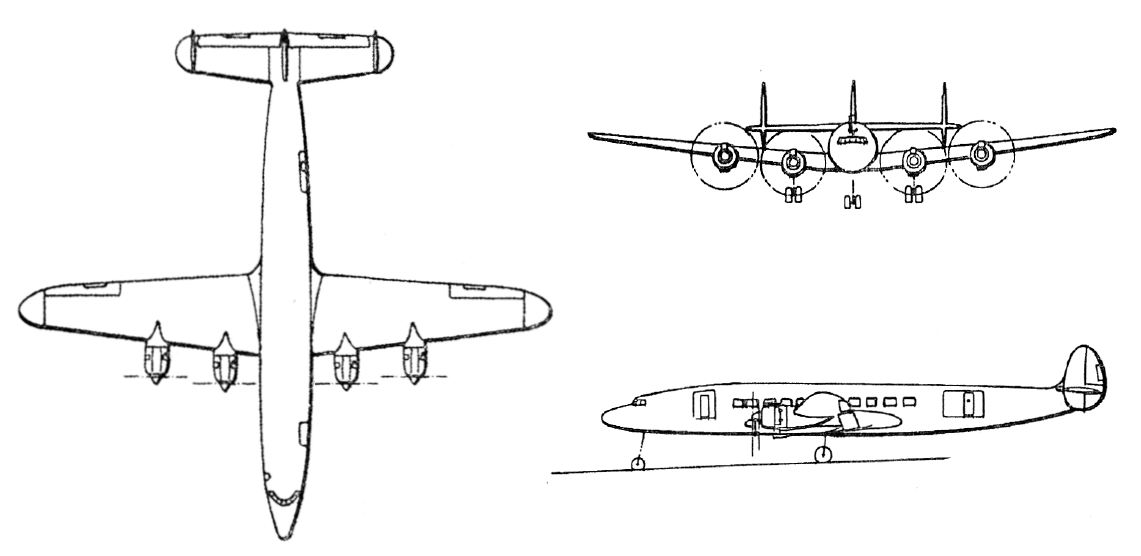
Zeichnung der Unfallmaschine mit ihren vier Triebwerken

Als Grund für die Fehlfunktion von Motor Nummer 1 gab der Untersuchungsbericht später an, dass der Flugingenieur nach dem Brand in Motor Nummer 3 versehentlich die Versorgung mit Treibstoff sowie mit Schmier- und Hydrauliköl für den bis dahin korrekt funktionierenden Motor Nummer 1 abgeschaltet hatte. Ein bis zwei Minuten ohne Öl führten in diesem Motor zu größeren Schäden, weshalb er sich nicht wieder starten ließ. Zusammen mit den zwei ausgefallenen Motoren funktionierten also drei der vier Motoren nicht mehr.
Außerdem wurde berichtet, dass eine Vielzahl von Sicherheitsroutinen während des Flugs und der Notwasserung nicht korrekt ausgeführt wurden. Der Abschlussbericht stellte weiterhin heraus, dass das Beleuchtungssystem der Rettungsinseln unzureichend gewesen war und dass Rettungswesten in Zukunft mit automatischen Lichtern ausgestattet werden sollten.
Die Lockheed Super Constellation und ihr Konkurrenzmuster, die Douglas DC-7, waren die letzten viermotorigen Kolbenmotor-Verkehrsflugzeuge für Langstrecken vor Beginn des Jetzeitalters Ende der 1950er Jahre. Sie waren mit Turbo-Compound-Motoren vom Typ Wright 988TC18 ausgerüstet, um die erforderliche Triebwerksleistung von mehr als 3.000 PS zu erreichen. Bei diesen Motoren kam es immer wieder zu Ausfällen, was diesen Flugzeugen den Spitznamen „beste Dreimotorige der Welt“ einbrachte.